# Nina Monteiro
Nina Monteiro (Montijo, 5 de janeiro de 1932 –  Lisboa, 18 de dezembro de 2024) foi uma atriz portuguesa.

## Biografia
Nina Monteiro nasceu no Montijo, a 5 de janeiro de 1932, e faleceu em Lisboa, em dezembro de 2024, aos 92 anos.
Trabalhou essencialmente em teatro, onde trabalhou com outras figuras do teatro português, entre eles: Anita Guerreiro, António Silva, Beatriz Costa, Eugénio Salvador, Irene Isidro. 
Em 1954, Fernando Garcia e José César de Sá filmaram a revista Agora é que são elas, de cujo elenco Nina Monteiro fazia parte. Este filme foi o primeiro a ter o som gravado em fita magnética e play-back da orquestra. 

## Teatro
No teatro participou em várias peças, entre elas:
- 1949 - A Dança das Libélulas - Coliseu dos Recreios[10]
- 1951 - Lisboa É Coisa Boa - Coliseu dos Recreios[11][12]
- 1952 - Ó Rosa, Arredonda a Saia! - Teatro Avenida[13][14][15]
- 1953 - Agora É Que São Elas - Teatro Avenida[16]
- 1953 - Saias Curtas - Teatro Maria Vitória[17]
- 1954 - Cala o Bico - Teatro Maria Vitória[18][19]
- 1954 - Como é o Tempero? - Teatro Maria Vitória[20][21][22]
- 1955 - Festa é Festa! - Teatro Maria Vitória[23]
- 1956 - Fonte Luminosa - Coliseu dos Recreios[24]
- 1956 - O Reboliço - Teatro Maria Vitória[25]
- 1957 - Toca a Música! - Teatro Maria Vitória[26]
- 1957 - O João Valentão - Teatro Maria Vitória[27]
- 1958 - Pernas à Vela - Teatro Variedades[28][29]
- 1958 - Abaixo as Saias - Teatro Maria Vitória[30][31]